# Alveosepta
Alveosepta es un género de foraminífero bentónico de la subfamilia Amijellinae, de la familia Hauraniidae, de la superfamilia Pfenderinoidea, del suborden Orbitolinina y del orden Loftusiida. Su especie tipo es Cyclammina jaccardi. Su rango cronoestratigráfico abarca desde el Oxfordiense hasta el Kimmeridgiense (Jurásico superior).

## Discusión
Clasificaciones previas incluían Alveosepta en la familia Hottingeritidae de la superfamilia Loftusioidea, así como en el suborden Textulariina del orden Textulariida o en el orden Lituolida.

## Clasificación
Alveosepta incluye a las siguientes especies:
- Alveosepta jaccardi †
- Alveosepta powersi †
- Alveosepta praelusitanica †

En Alveosepta se ha considerado el siguiente subgénero:
- Alveosepta (Redmondellina), aceptado como género Redmondellina